# ARF Criuleni
Der Academia Raionala de Fotbal Criuleni ist ein moldauischer Frauenfußballverein aus Criuleni.

## Geschichte
Der Verein nahm erstmals in der Saison 2015/16 an der Moldauischen Fußballmeisterschaft der Frauen teil und wurde sofort Meister. In einer spannenden Saison setzte sich das Team gegen den FC Noroc Nimoreni und den PGU SS4-FC Alga Tiraspol durch. Durch den überraschenden Erfolg konnten sie sich für die UEFA Women’s Champions League 2016/17 qualifizieren. Dort wurden sie in der Gruppe 7 eingeteilt.

## Erfolge
- Meister Moldau: 2015/16

|                                       |          |                      |      |  |  |
| UEFA Women’s Champions League 2016/17 | Gruppe 7 | Gintra Universitetas | 0:13 |  |  |
|                                       | Gruppe 7 | BIIK Kazygurt        | 0:3  |  |  |
|                                       | Gruppe 7 | Wexford Youths       | 0:0  |  |  |

Gesamt: 3 Spiele / 0 Siege / 1 Remis / 2 Niederlagen / 0:16 Tore – 1 Punkt